# Marko Vučetić
Marko Vučetić (* 24. Juni 1986 in Belgrad, SFR Jugoslawien) ist ein serbischer Fußballspieler.

## Karriere
Vučetić begann seine Karriere bei diversen Belgrader Amateurvereinen und wechselte im Januar 2010 zum Zweitligisten FK Inđija. Hier reifte er binnen einer Saison zum Stammspieler und stieg mit der Mannschaft in die Super Liga auf. Im Sommer 2011 wechselte er dann weiter ins Ausland zum mazedonischen Klub FK Bregalnica Štip. Nachdem er für diesen Verein eineinhalb Spielzeiten tätig gewesen war, zog er im Frühjahr 2013 zum litauischer Fußballverein Ekranas Panevėžys weiter. Doch schon sechs Monate später verpflichtete ihn dann der türkische Zweitligist Adanaspor. Ab dem Frühjahr 2015 war Vučetić, außer mit einer erneuten Unterbrechung beim FK Bregalnica Štip, wieder in Serbien für verschiedene Erst- und Zweitligisten aktiv. Seit dem Sommer 2022 spielt er nur noch unterklassig, aktuell für den FK Brodarac in der Srpska Liga Beograd.

## Erfolge
- Serbischer Zweitligameister: 2010